# سفارة نيوزيلندا في اليابان
سفارة نيوزيلندا في اليابان هي أرفع تمثيل دبلوماسي لدولة نيوزيلندا لدى اليابان. تقع السفارة في شيبويا وهي تهدف لتعزيز المصالح النيوزيلندية في اليابان.

## وصلات خارجية
- الموقع الرسمي
- قائمة سفارات نيوزيلندا
- قائمة السفارات في اليابان